# 구절리역
구절리역(Gujeolli station, 九切里驛)은 강원특별자치도 정선군 여량면에 위치한 정선선의 철도역이다.
현재는 이 역까지 여객열차가 운행하지 않고 아우라지역까지 갈 수 있는 레일바이크와 정선군 관광열차인 아리아리호만 운영된다. 정선선에서 가장 뒤늦게 만들어진 역이다.

## 역명 유래
구절이란 명칭은 이곳을 흐르는 하천이 유천리강과 어우러져 구절양장의 형태로 흐른다는 뜻에서 구절리라 이름 붙인데서 비롯되었다.

## 역 정보
이 역에서 정선 레일바이크를 이용할 수 있다. 레일바이크는 정선선 아우라지역에서 내려서 구절리역까지 이동, 레일바이크를 타고 아우라지역으로 되돌아가는 코스(편도 및 왕복 아리아리호 탑승 가능)로 운행하고 있다.
이 역에는 4216호 기관차가 있으며 현재 이 열차를 포함한 결번된 철도 차량은 기차펜션으로 리모델링을 하여 여행객들의 숙박장소로 이용된다.

## 역사
- 1974년 9월 27일 : 역사 신축 착공
- 1974년 12월 20일 : 보통역으로 영업 개시[2]
- 1975년 1월 24일 : 역사 준공
- 1992년 6월 10일 : 수소화물취급 중지[3]
- 1997년 4월 25일 : 배치간이역으로 격하[4]
- 1999년 9월 1일 : 무배치간이역으로 격하[5]
- 2000년 11월 14일 : 비둘기호 마지막 운행, 다음날부터 통일호로 변경
- 2002년 8월 31일 : 태풍 루사로 인해 정선선 일부 파괴, 구절리역 잠정적 영업 중단
- 2004년 2월 10일 : 정선선 복구 및 영업 재개
- 2004년 4월 1일 : 통일호 영업 중단 및 통근열차로 전환
- 2004년 9월 23일 : 여객 취급 중지[6]
- 2005년 6월 30일 : 레일바이크 개장행사 후 다음날 영업 개시

## 시설
- 해피 스테이션 기차 펜션: 기관차 1량과 폐 객차 4량(통일호 1량, 새마을호 2량, 무궁화호 1량)을 이용한 기차 펜션이다.
- 캡슐하우스: 캡슐처럼 생긴 숙소로, 아우라지역에도 있다. 단, 1개의 방만 있어서 미리 예약을 해야 한다. 현재 캡슐하우스는 철거되어 그 자리에 곤충펜션이 신축중에 있다(2017.3월 현재).
- 여치의 꿈 카페/레스토랑: 폐 열차를 이용해 여치 모양처럼 했는데, 1층은 레스토랑, 2층은 카페로 이용된다. 주로 레일바이크 이용객들이 많이 이용한다.